# Просолов Іван Васильович
Іван Васильович Просолов (19 жовтня 1916, Олександрівка — 27 квітня 1959, Олександрівка) — радянський танкіст; учасник боїв на Халхин-Голі. Герой Радянського Союзу.

## Біографія
Народився 19 жовтня 1916 року в селі Олександрівці (нині Конотопський район Сумської області, Україна) в українській селянській сім'ї. Здобув початкову освіту. Працював у колгоспі. У 1933—1937 роках мешкав у Вінницькій області Української РСР, працював чорноробом на Гніванському цукровому заводі.
У Червоній армії з вересня 1937 року. У 1938 році закінчив школу молодших командирів, і до січня 1940 року служив механікон-водієм танка в танкових частинах Забайкальського військового округу.
Брав участь у боях на річці Халхин-Гол у Монголії з 11 травня по 16 вересня 1939 року. Старший механік-водій танка БТ-5 3-го окремого танкового батальйону 11-ї легкої танкової бригади (1-ша армійська група) молодший командир Іван Просолов відзначився в боях з 3-го по 5 липня 1939 року на горі Байн-Цаган, де було розгромлено, велике японське угруповання, що дозволило радянсько-монгольським військам утримати оборону на східному березі річки Халхин-Гол.
Указом Президії Верховної Ради СРСР від 29 серпня 1939 року за мужність і героїзм, проявлені при виконанні військового та інтернаціонального обов'язку молодшому командиру взводу Просолову Івану Васильовичу присвоєно звання Героя Радянського Союзу, з врученням ордена Леніна. Після заснування знака особливої відзнаки йому була вручена медаль «Золота Зірка» (№ 148). Також нагороджений монгольським орденом Бойового Червоного Прапора.
У січні 1940 року був демобілізований за станом здоров'я. Працював у рідному селі заступником голови колгоспу. У роки німецько-радянської війни, після відвоювання Олександрівки радянськими військами, обімав посади голови сільської ради, завідувача господарства і бригадира дорожньої бригади колгоспу «Червоний партизан».

Могила Івана Просолова.

Помер 27 квітня 1959 року після важкої і тривалої хвороби. Похований у селі Олександрівці. 